# Leòncion

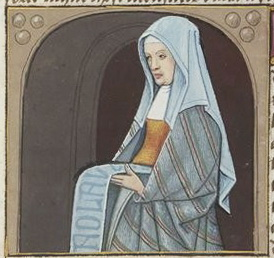
Representació de Leòncion, extreta del llibre De mulieribus claris.

Leòncion (grec antic: Λεόντιον, llatí: Leontium) va ser una filòsofa i hetera atenesa, alumne i amant d'Epicur.
Va escriure un tractat contra Teofrast; segons Plini l'audàcia d'aquest intent va originar el proverbi: suspendio arborem eligere. Plini diu que Teodor en va fer un retrat on se la representava en actitud meditativa.
Ateneu de Nàucratis diu que Leòncion, quan va començar a estudiar filosofia, no va deixar de ser hetera, i que s'unia al Jardí (escola epicúria) amb tots els epicuris i amb Epicur a la vista de tothom. Entre els seus nombrosos amants hi hagué Metrodor, deixeble d'Epicur, i Hermesiànax de Colofó. Aquest autor va escriure un poema elegíac en tres llibres dedicat a Leòncion, que sembla una col·lecció d'històries d'amor. El tercer llibre portava una llista de les amants del poeta.
La seva filla Danes (Dànae) va ser també una hetera d'una certa notorietat.